# پروتئین‌های حمل‌کننده گلوکز-سدیم
هم‌انتقال‌دهنده‌های گلوکز وابسته به سدیم (انگلیسی: Sodium-dependent glucose cotransporters) گروهی از حمل‌کننده‌های گلوکز هستند که در غشاء مخاطی روده باریک و نفرون‌ها یافت می‌شوند و در بازجذب گلوکز از کلیه‌ها نقش دارند. گلوکز فیلترشده در گلومرول‌های کلیه به‌طور کامل در طول نفرون‌ها (۹۸٪ آن در لوله‌های پروگزیمال و توسط SGLT2) بازجذب می‌شوند. در صورتی که گلوکز خون بالا برود، گلوکز از کلیه بدرون ادرار ترشح و دفع می‌شود؛ چرا که ظرفیت SGLT2 برای بازگرداندن آن به خون اشباع می‌شود.

## انواع
| ژن     | پروتئین                        | نام دیگر | پراکندگی بافتی در توبول‌های پروگزیمال | نسبت هم‌انتقالی سدیم به گلوکز | میزان مشارکت در بازجذب گلوکز (%) |
| ------ | ------------------------------ | -------- | ------------------------------------ | ---------------------------- | -------------------------------- |
| SLC5A1 | Sodium/GLucose coTransporter 1 | SGLT1    | بخش S3                               | ۲:۱                          | ۱۰                               |
| SLC5A2 | Sodium/GLucose coTransporter 2 | SGLT2    | بیشتر در بخش‌های S1 و S2              | ۱:۱                          | ۹۰                               |